# Kévin Estre

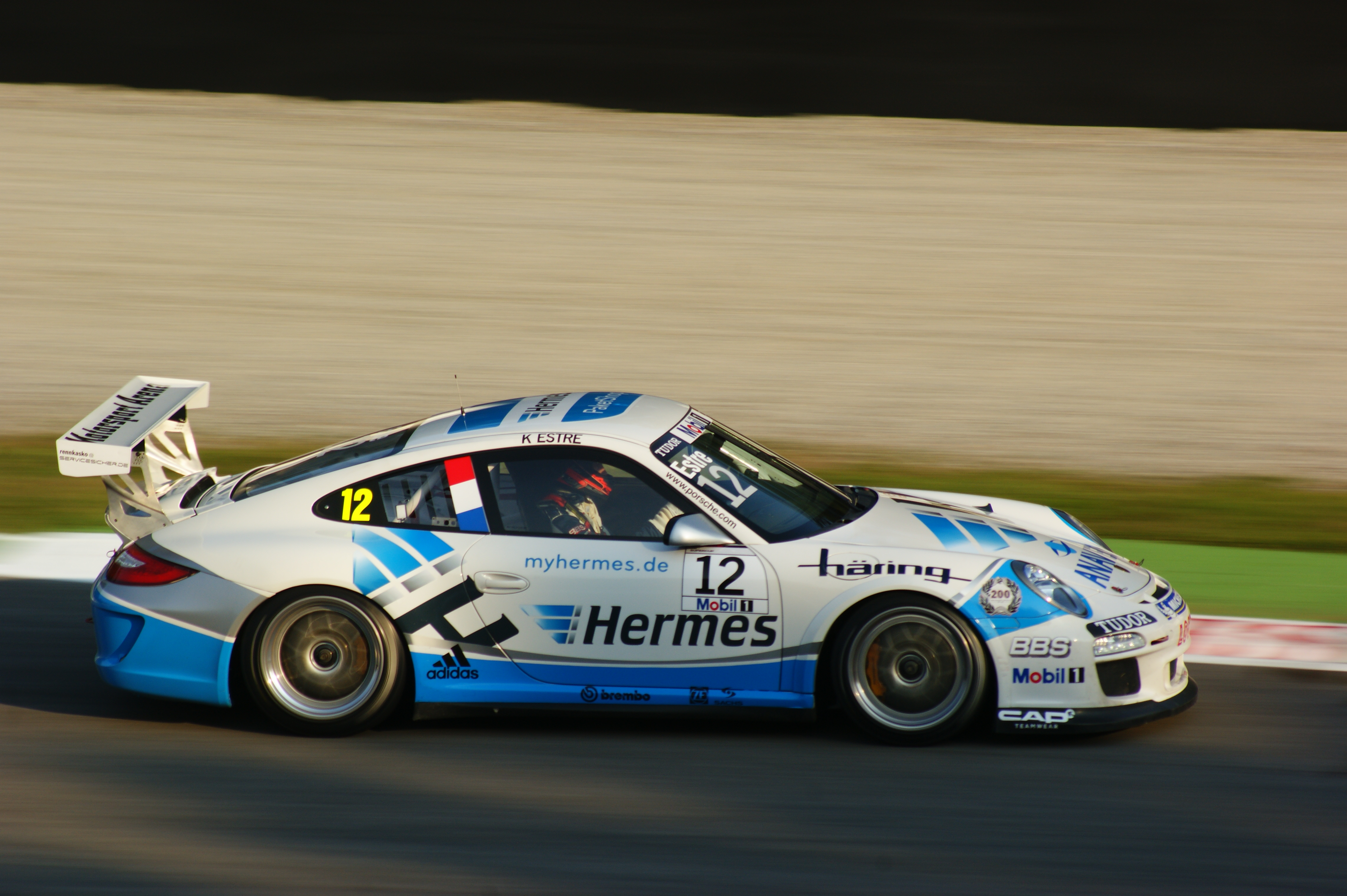
Porsche Supercup à Monza, en 2011.

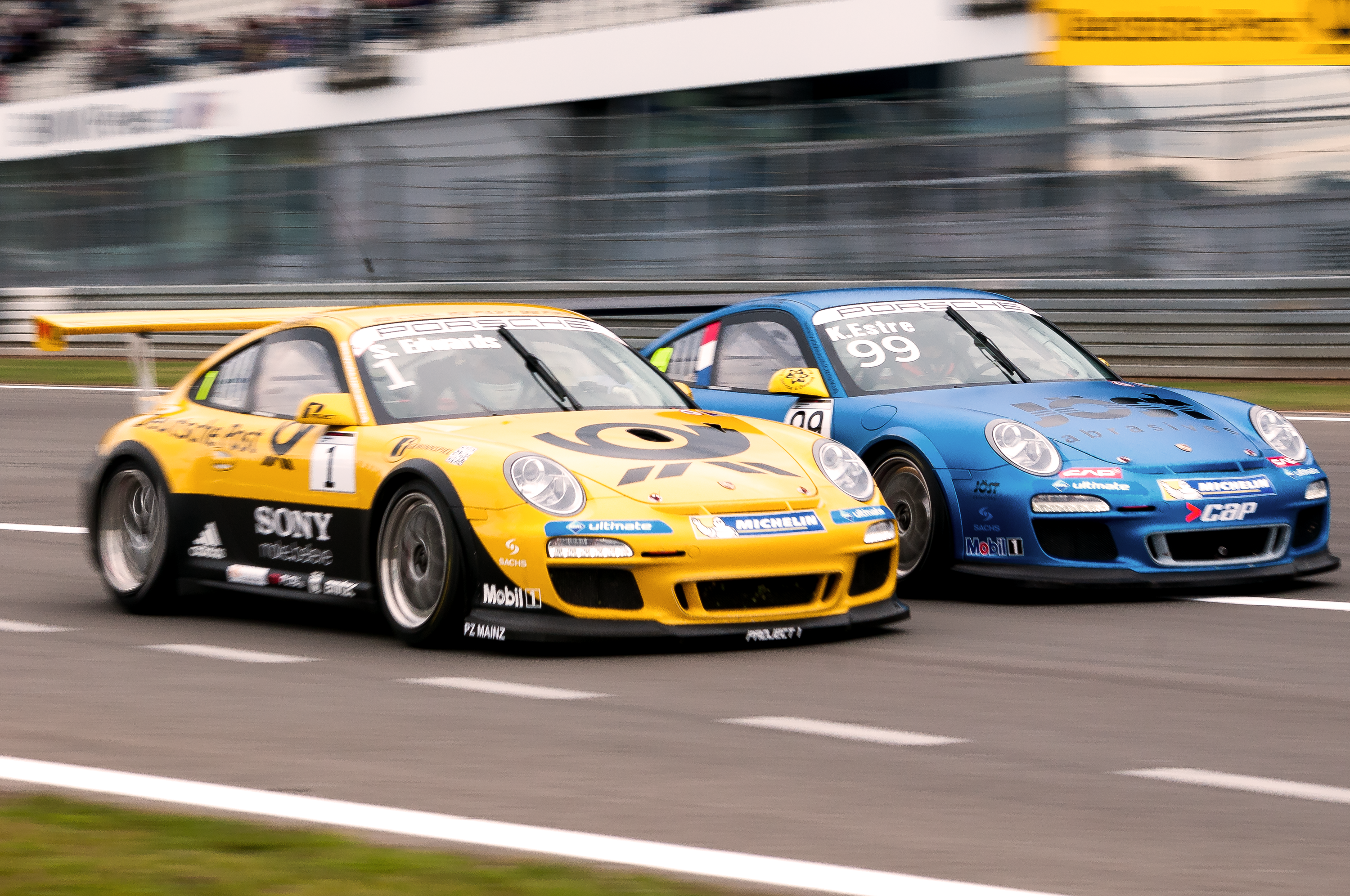
K Estre (à D.) et Sean Edwards (G.), sur le Nürburgring en Porsche 911 GT3, lors de la Coupe d'Allemagne 2013.

Kévin Estre, né le 28 octobre 1988 à Lyon, est un pilote automobile français.
En 2024, il remporte le titre « pilotes » du championnat du monde d'endurance WEC aux côtés de Laurens Vanthoor et d'André Lotterer avec Porsche Penske Motorsport.

## Biographie
Après des débuts en karting et une saison victorieuse en Formule Renault Campus, il participe à différents championnats de Grand Tourisme depuis 2008.
Il connait sa première participation aux 24 Heures du Mans lors de l'édition 2015 avec l’équipe Oak Racing, où il gagne le prix Jean Rondeau qui récompense le meilleur débutant français dans l'épreuve. Il participe pour la deuxième fois aux 24 Heures du Mans lors de l'édition 2016 au sein de l'équipe officielle Porsche dans la catégorie GTE Pro, mais il abandonnera dans la nuit à la suite d'un problème mécanique.
Il rejoint en 2017 le Championnat du monde d'endurance FIA pour la saison 2017 sur la nouvelle Porsche 911 RSR en faisant équipe avec le Danois Michael Christensen. Participant une nouvelle fois aux 24 Heures du Mans, il connaît encore un abandon, son troisième sur cette épreuve. L'année suivante, il participe à la saison 2018-2019 du championnat du monde d'endurance, toujours avec Michael Christensen comme coéquipier. Ils sont rejoints par Laurens Vanthoor pour les 24 Heures du Mans 2018, ils s'imposent en GTE Pro après être parti de la deuxième position.
Membre de l'équipe officielle Porsche Penske pour les 24 Heures du Mans 2024, lors de l' « hyperpole » il qualifie sa voiture sur la première place de la grille de départ. Sur l'ensemble de la saison, il remporte le titre « pilotes » du championnat avec Laurens Vanthoor et André Lotterer.

## Palmarès
- Formule Renault Campus
  - Champion en 2006

- Porsche Carrera Cup
  - Plus de trente courses gagnées depuis 2008
  - Vice-champion de Porsche Carrera Cup France en 2010
  - Champion de Porsche Carrera Cup France en 2011
  - Vice-champion de Porsche Supercup en 2012
  - Champion de Porsche Carrera Cup Allemagne en 2013
- Championnat de France FFSA GT
  - Deux victoires lors de la Finale du GT Tour en 2013
- 24 Heures du Mans
  - Prix Jean Rondeau LMP2 en 2015
  - Vainqueur en GTE PRO en 2018
- 24 Heures de Spa
  - Vainqueur en 2019
- 24 Heures du Nürburgring
  - Vainqueur en 2021
- Championnat du monde d'endurance WEC
  - Champion en 2024

## Résultat en Championnat du monde d'endurance
| Saison                   | Ecurie                    | Catégorie | Chassis            | Moteur                 | 1       | 2     | 3       | 4     | 5     | 6     | 7      | 8       | 9       | Classement | Points |
| ------------------------ | ------------------------- | --------- | ------------------ | ---------------------- | ------- | ----- | ------- | ----- | ----- | ----- | ------ | ------- | ------- | ---------- | ------ |
| 2015                     | Porsche Team Manthey      | LMGTE Pro | Porsche 911 RSR    | Porsche 4.0 L Flat-6   | SIL     | SPA 3 | LMS     | NÜR   | COA   | FUJ   | SHA    | BHR     |         | 16e        | 15     |
| 2016                     | Abu Dhabi-Proton Racing   | LMGTE Am  | Porsche 911 RSR    | Porsche 4.0 L Flat-6   | SIL     | SPA   | LMS     | NÜR   | MEX   | COA 5 | FUJ    | SHA     | BHR     | 17e        | 10     |
| 2017                     | Porsche GT Team           | LMGTE Pro | Porsche 911 RSR    | Porsche 4.0 L Flat-6   | SIL Ret | SPA 6 | LMS Ret | NÜR 3 | MEX 5 | COA 2 | FUJ 3  | SHA Ret | BHR Ret | 11e        | 67     |
| 2018–19                  | Porsche GT Team           | LMGTE Pro | Porsche 911 RSR    | Porsche 4.0 L Flat-6   | SPA 2   | LMS 1 | SIL 3   | FUJ 1 | SHA 3 | SEB 5 | SPA 3  | LMS 5   |         | 1er        | 155    |
| 2019–20                  | Porsche GT Team           | LMGTE Pro | Porsche 911 RSR-19 | Porsche 4.2 L Flat-6   | SIL 2   | FUJ 2 | SHA 2   | BHR 7 | COA 2 | SPA 1 | LMS 11 | BHR 1   |         | 3e         | 148    |
| 2021                     | Porsche GT Team           | LMGTE Pro | Porsche 911 RSR-19 | Porsche 4.2 L Flat-6   | SPA 1   | ALG 3 | MNZ 1   | LMS 2 | BHR 1 | BHR 2 |        |         |         | 2e         | 166    |
| 2022                     | Porsche GT Team           | LMGTE Pro | Porsche 911 RSR-19 | Porsche 4.2 L Flat-6   | SEB 1   | SPA 2 | LMS 4   | MNZ 4 | FUJ 3 | BHR 3 |        |         |         | 2e         | 132    |
| 2023                     | Porsche Penske Motorsport | Hypercar  | Porsche 963        | Porsche 4.6 L Turbo V8 | SEB 6   | ALG 3 | SPA Ret | LMS 8 | MNZ 7 | FUJ 3 | BHR 5  |         |         | 6e         | 71     |
| 2024                     | Porsche Penske Motorsport | Hypercar  | Porsche 963        | Porsche 4.6 L Turbo V8 | QAT 1   | IMO 2 | SPA 2   | LMS 4 | SÃO 2 | COA 6 | FUJ 1  | BHR 10  |         | 1er        | 152    |
| Source[réf. nécessaire]: |                           |           |                    |                        |         |       |         |       |       |       |        |         |         |            |        |

## Participation aux 24 Heures du Mans
| Année | Catégorie | Équipe              | Voiture                | Equipier                               | Classement Catégorie | Classement Général |
| ----- | --------- | ------------------- | ---------------------- | -------------------------------------- | -------------------- | ------------------ |
| 2015  | LMP2      | Oak Racing          | Ligier JSP2-HPD        | Laurens Vanthoor / Chris Cumming       | Abandon              | Abandon            |
| 2016  | GTE Pro   | Porsche GT Team     | Porsche 911 RSR (2016) | Patrick Pilet / Nick Tandy             | Abandon              | Abandon            |
| 2017  | GTE Pro   | Porsche GT Team     | Porsche 911 RSR        | Michael Christensen / Dirk Werner      | Abandon              | Abandon            |
| 2018  | GTE Pro   | Porsche GT Team     | Porsche 911 RSR        | Michael Christensen / Laurens Vanthoor | Vainqueur GTE Pro    | 15e                |
| 2019  | GTE Pro   | Porsche GT Team     | Porsche 911 RSR        | Michael Christensen / Laurens Vanthoor | 9e                   | 29e                |
| 2020  | GTE Pro   | Porsche GT Team     | Porsche 911 RSR        | Michael Christensen / Laurens Vanthoor | 6e                   | 35e                |
| 2021  | GTE Pro   | Porsche GT Team     | Porsche 911 RSR        | Neel Jani / Michael Christensen        | 3e                   | 22e                |
| 2022  | GTE Pro   | Porsche GT Team     | Porsche 911 RSR        | Michael Christensen / Laurens Vanthoor | 4e                   | 31e                |
| 2023  | Hypercar  | Porsche Team Penske | Porsche 963            | André Lotterer / Laurens Vanthoor      | 11e                  | 22e                |
| 2024  | Hypercar  | Porsche Team Penske | Porsche 963            | André Lotterer / Laurens Vanthoor      | 4e                   | 4e                 |
| 2025  | Hypercar  | Porsche Team Penske | Porsche 963            | Matt Campbell / Laurens Vanthoor       | 2e                   | 2e                 |

## Participation aux 24 Heures du Nürburgring
| Année | Catégorie | Équipe         | Voiture           | Équipier                                                     | Classement Catégorie | Classement Général |
| ----- | --------- | -------------- | ----------------- | ------------------------------------------------------------ | -------------------- | ------------------ |
| 2019  | SP9 Pro   | Manthey Racing | Porsche 911 GT3 R | Earl Bamber / Michael Christensen / Laurens Vanthoor         | DSQ                  | DSQ                |
| 2021  | SP9       | Manthey Racing | Porsche 911 GT3 R | Matteo Cairoli / Michael Christensen                         | 1er                  | 1er                |
| 2022  | SP9 Pro   | Manthey Racing | Porsche 911 GT3 R | Michael Christensen / Frédéric Makowiecki / Laurens Vanthoor | DNF                  | DNF                |
| 2023  | SP9 Pro   | Manthey Racing | Porsche 911 GT3 R | Michael Christensen / Frédéric Makowiecki / Thomas Preining  | DNF                  | DNF                |
| 2024  | SP9 Pro   | Manthey Racing | Porsche 911 GT3 R | Laurens Vanthoor / Ayhancan Güven / Thomas Preining          | 2e                   | 2e                 |